# Holms socken, Dalsland
Holms socken i Dalsland ingick i Nordals härad och området ingår sedan 1971 i Melleruds kommun och motsvarar från 2016 Holms distrikt.
Socknens areal är 55,97 kvadratkilometer varav 52,80 land. År 2000 fanns här 4 427 invånare. Tätorten Mellerud, orten Köpmannebro  samt sockenkyrkan Holms kyrka ligger i socknen.   

## Administrativ historik
Socknen har medeltida ursprung. Omkring 1550 införlivades Östanå församling/socken.
Vid kommunreformen 1862 övergick socknens ansvar för de kyrkliga frågorna till Holms församling och för de borgerliga frågorna bildades Holms landskommun. Ur landskommunen utbröts 1908 Melleruds köping vari landskommunen 1952 uppgick i. Melleruds köping ombildades sedan 1971 till Melleruds kommun. Församlingen utökades 2010. 1 januari 2025 uppgick församlingen i Melleruds församling.
1 januari 2016 inrättades distriktet Holm, med samma omfattning som församlingen hade 1999/2000.  
Socknen har tillhört län, fögderier, tingslag och domsagor enligt vad som beskrivs i artikeln Nordals härad. De indelta soldaterna tillhörde Västgöta-Dals regemente, Sundals kompani.

## Geografi
Holms socken ligger omkring Mellerud vid Vänern. Socknen är en slättbygd på norra Dalboslätten och skogsbygd längs Vänern och i norr.

## Fornlämningar
Några boplatser och sex hällkistor från stenåldern har påträffats. Från bronsåldern finns spridda gravrösen. Från järnåldern finns gravfält.

## Namnet
Namnet skrevs 1340 Holme och kommer från en gård vid ett vattendrag. Namnet innehåller holm i betydelsen 'upphöjning över kringliggande mark'.

## Befolkningsutveckling
| Befolkningsutvecklingen i Holms socken, Dalsland 1750–1990                                              | Befolkningsutvecklingen i Holms socken, Dalsland 1750–1990 | Befolkningsutvecklingen i Holms socken, Dalsland 1750–1990 | Befolkningsutvecklingen i Holms socken, Dalsland 1750–1990 | Befolkningsutvecklingen i Holms socken, Dalsland 1750–1990 |
| --- | ---------------------------------------------------------- | ---------------------------------------------------------- | ---------------------------------------------------------- | ---------------------------------------------------------- |
| |                                                            |                                                            |                                                            |                                                            |
| År |                                                            |                                                            | Folkmängd                                                  |                                                            |
| 1750 | 1750                                                       |                                                            | 744                                                        |                                                            |
| 1760 | 1760                                                       |                                                            | 901                                                        |                                                            |
| 1769 | 1769                                                       |                                                            | 891                                                        |                                                            |
| 1800 | 1800                                                       |                                                            | 1 106                                                      |                                                            |
| 1810 | 1810                                                       |                                                            | 955                                                        |                                                            |
| 1820 | 1820                                                       |                                                            | 1 420                                                      |                                                            |
| 1830 | 1830                                                       |                                                            | 1 448                                                      |                                                            |
| 1840 | 1840                                                       |                                                            | 1 736                                                      |                                                            |
| 1850 | 1850                                                       |                                                            | 1 880                                                      |                                                            |
| 1860 | 1860                                                       |                                                            | 2 049                                                      |                                                            |
| 1870 | 1870                                                       |                                                            | 2 206                                                      |                                                            |
| 1880 | 1880                                                       |                                                            | 2 446                                                      |                                                            |
| 1890 | 1890                                                       |                                                            | 2 577                                                      |                                                            |
| 1900 | 1900                                                       |                                                            | 2 516                                                      |                                                            |
| 1910 | 1910                                                       |                                                            | 2 507                                                      |                                                            |
| 1920 | 1920                                                       |                                                            | 2 863                                                      |                                                            |
| 1930 | 1930                                                       |                                                            | 3 337                                                      |                                                            |
| 1940 | 1940                                                       |                                                            | 3 400                                                      |                                                            |
| 1950 | 1950                                                       |                                                            | 3 585                                                      |                                                            |
| 1960 | 1960                                                       |                                                            | 3 778                                                      |                                                            |
| 1970 | 1970                                                       |                                                            | 4 019                                                      |                                                            |
| 1980 | 1980                                                       |                                                            | 4 396                                                      |                                                            |
| 1990 | 1990                                                       |                                                            | 4 594                                                      |                                                            |
| Anm: Källor: Umeå universitet - Tabellverket 1749-1859, Demografiska databasen, CEDAR, Umeå universitet |                                                            |                                                            |                                                            |                                                            |